# راه‌آهن دولتی تایلند
راه‌آهن دولتی تایلند (تایلندی: การรถไฟแห่งประเทศไทย) شرکت ترابری ریلی تایلندی است، که در سال ۱۸۹۰ تأسیس شد.